# Astrocitoma subependimale a cellule giganti
L'astrocitoma subependimale a cellule giganti (SEGA) è un tumore cerebrale a prognosi favorevole, che insorge nelle prime due decadi di vita ed è, spesso ma non  sempre, associato alla sclerosi tuberosa.
Si tratta di un tumore a lenta crescita, che frequentemente origina dalla parete dei ventricoli, ma quando si trova in prossimità di un foro di Monro può occludere la libera circolazione del liquor, formando idrocefalo.
Il SEGA colpisce circa il 10% dei bambini afflitti da sclerosi tuberosa, ed è responsabile approssimativamente dell'1,4% del totale dei tumori infantili.
La presenza di questo tumore al di fuori della suddetta malattia è sporadica.
Generalmente il SEGA è una lesione nodulare ben circoscritta rispetto al cervello adiacente. In letteratura sono molto rari i casi di propagazione (ad es. verso il midollo spinale) e di malignizzazione.
Questo tumore normalmente non presenta calcificazioni ed è ben visibile alla risonanza magnetica, dove presenta enhancement dopo mezzo di contrasto.
Il trattamento dell'astrocitoma subependimale a cellule giganti è normalmente limitato alla sola asportazione chirurgica, con un'eccellente sopravvivenza di lungo termine. Diverso è il caso della patologia acuta, richiedente chirurgia di emergenza, dove purtroppo si riscontra un tasso di mortalità nell'infanzia fino al 10%.